# Elgg
Elgg é uma comuna da Suíça, no Cantão Zurique, com cerca de 3.685 habitantes. Estende-se por uma área de 15,53 km², de densidade populacional de 237 hab/km². Confina com as seguintes comunas: Aadorf (TG), Bertschikon, Elsau, Hagenbuch, Hofstetten bei Elgg.
A língua oficial nesta comuna é o Alemão.